# Eerste Slag bij Tembien

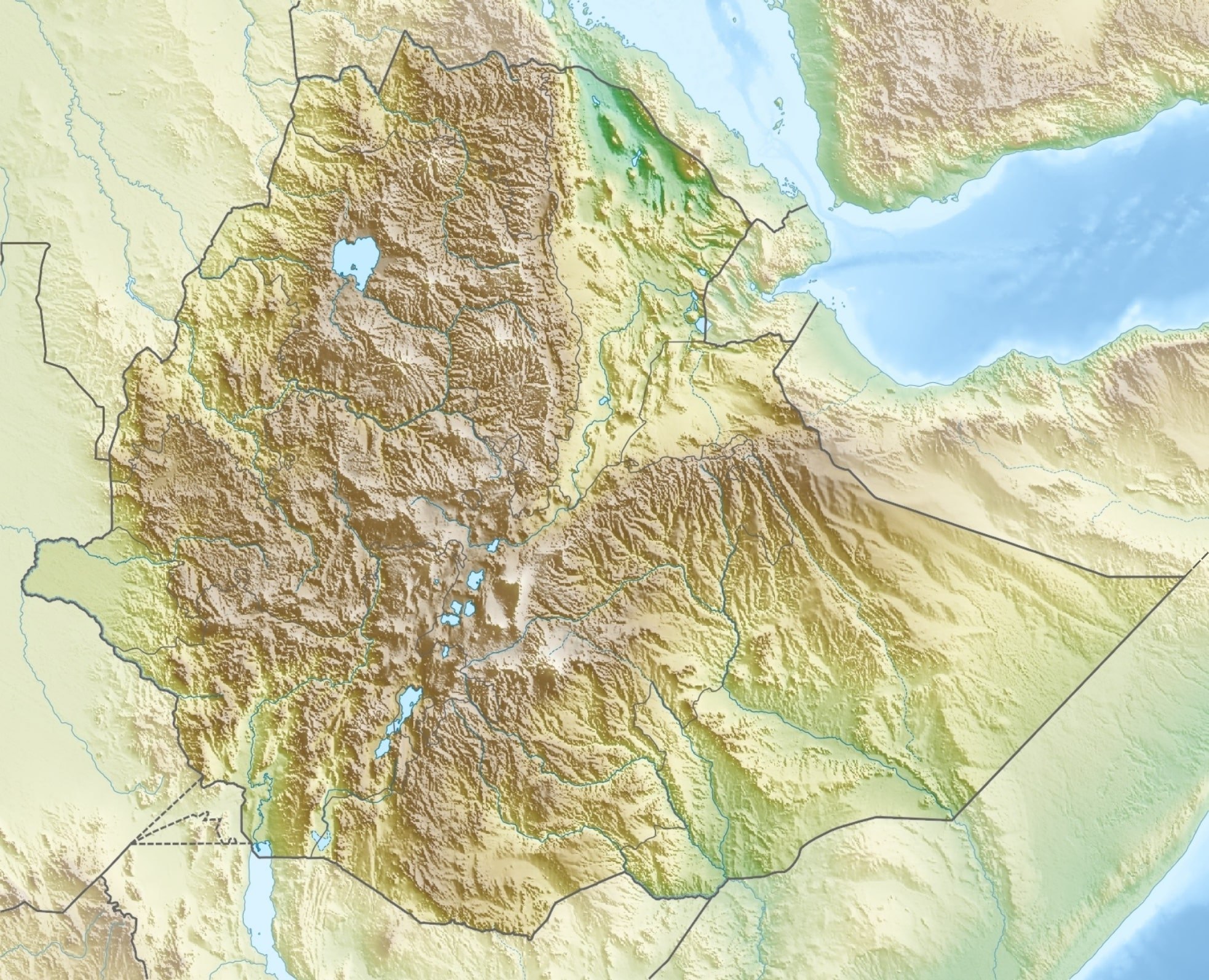
De eerste Slag bij Tembien vond plaats in de bergen in het noorden

De Eerste Slag bij Tembien was een veldslag tussen Italië en Ethiopië van 20 tot 24 januari 1936 op het noordelijk front van de Tweede Italiaans-Ethiopische Oorlog rond de Warieu-pas in de provincie Tembien van Ethiopië. De slag werd beslist door Italiaanse luchtaanvallen met mosterdgas. De Italianen verloren 1083 man en de Ethiopiërs 8000 man.

## Voorafgaande
Op 3 oktober 1935 was generaal Emilio De Bono zonder oorlogsverklaring zijn Invasie van Ethiopië begonnen met een leger van 100.000 Italiaanse soldaten en 25.000 soldaten uit Eritrea.
In december was De Bono vervangen door Pietro Badoglio. Daarop lanceerde de Ethiopische keizer Haile Selassie zijn kerstoffensief.
Begin 1936 kreeg Badoglio versterking van het 3e legerkorps en de Italiaanse COMALP. Midden januari rukte Badoglio op in de richting van Addis Abeba.

## Ethiopische stelling
De Ethiopiërs lagen in de bergen. Rechts lag ras Mulugeta Yeggazu met 80.000 man boven Amba Aradam. In het centrum bij Abiy Addi en langs de Beles-rivier in de provincie Tembien lag ras Kassa Haile Darge met 40.000 man en ras Seyoum Mengesha met 30.000 man. Links lag ras Imru Haile Selassie met 40.000 man rond Seleh Leha in de provincie Shire.

## Italiaanse troepenmacht

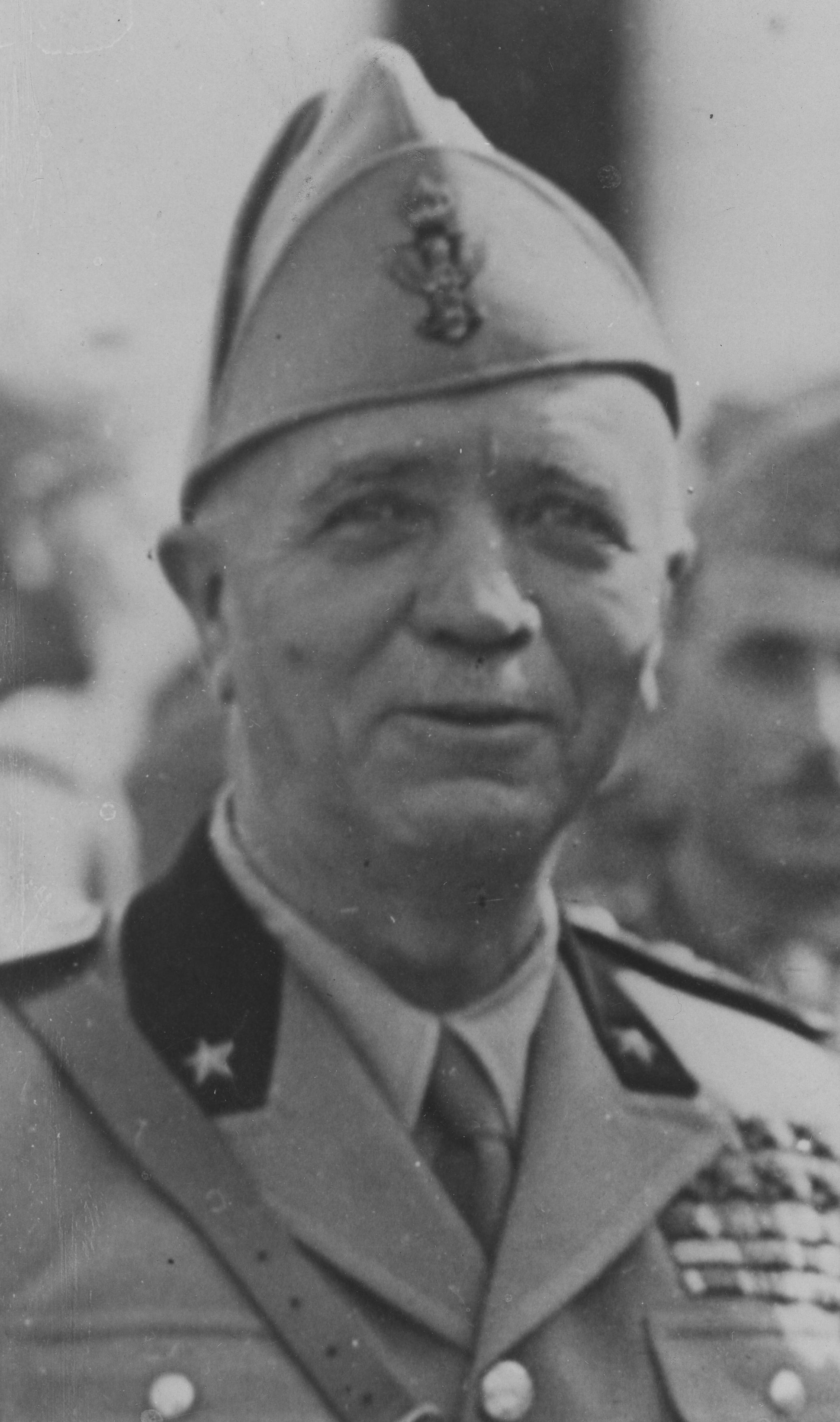
Pietro Badoglio

Badoglio had vijf legerkorpsen. Rechts had hij de 4e en het 2e legerkorps tegenover ras Imru. In het centrum lag het korps uit Eritrea tegenover ras Kassa en ras Seyoum. Links had hij het 1e en het 3e korps tegenover ras Mulugeta.

## Plan van Badoglio
Badoglio zag vernietiging van het leger van ras Mulugeta als prioriteit, want om naar Addis Abeba op te rukken moest hij de Ethiopiërs uit hun stellingen op de Amba Aradam verdrijven.
Ras Kassa en ras Seyoum bedreigden zijn flank vanuit Tembien, zodat Badoglio besliste, om eerst met hen af te rekenen. Dit hield in, dat het 1e en 3e korps zouden afgesneden zijn van bevoorrading en versterking als de Ethiopiërs in het centrum het korps uit Eritrea zou verslaan.
Op 19 januari gaf Badoglio generaal Ettore Bastico van het 3e korps bevel om Mek'ele te verlaten en Nebri en Negada te bezetten. Zo sneed hij de weg naar Tembien af voor ras Mulugeta, zodat hij ras Kassa en ras Seyoum niet ter hulp kon komen.

## Italiaans offensief
Op 20 januari viel Badoglio aan. Links rukte de 2e divisie op in twee colonnes door de Abaro-pas. Rechts rukte de 2e divisie zwarthemden op naar de Beles-rivier. Het 3e korps hield de stellingen in Nebri en Negada.

## Ethiopische tegenaanval
Na aanvankelijke verwarring dreven de Ethiopiërs de Italianen terug. Op het einde van de dag was de 2e divisie terug in de Abaro-pas. De 2e divisie zwarthemden was omsingeld en belegerd in de Warieu-pas en de Ethiopiërs vielen ze drie dagen na elkaar aan.

## Italiaanse versterking
Badoglio stuurde de 1e divisie ter versterking van de 2e divisie in de Abaro-pas. Badoglio beval generaal Achille Vaccarisi van de 2e divisie om naar de Warieu-pas de belegerde 2e divisie zwarthemden te ontzetten.
In de namiddag van 22 januari lagen de zwarthemden nog altijd onder vuur en Badoglio overwoog een algemene terugtocht van de 70.000 man, 14.000 dieren en 300 kanonnen van het 1e en 2e korps langs de weg van Mek'ele met ras Mulugeta in hun rug.

## Luchtaanvallen met mosterdgas

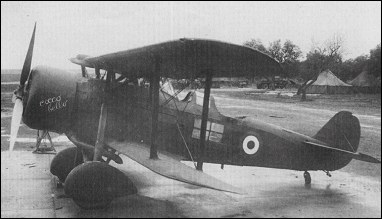
Een IMAM Ro.37 vliegtuig

Op de 3e dag kon Vaccarisi de Warieu-pas ontzetten na luchtaanvallen met 500 ton mosterdgas. In de ochtend van 24 januari trokken ras Kassa en ras Seyoum zich terug van de Warieu-pas.

## Nasleep
Nu ging van het Ethiopisch centrum geen dreiging uit en Badglio had de hand vrij om ras Mulugeta aan te vallen in de Slag bij Amba Aradam.
Een maand later zou de Tweede Slag bij Tembien volgen tegen ras Kassa en ras Seyoum.